# 千引町
千引町（せんびきちょう）は、愛知県愛西市の地名。字が11ある。

## 地理
旧佐織町東部に位置する。東は津島市、西は古瀬町、北は勝幡町に接する。

### 字一覧
（五十音順・読みはyahoo!地図による）
- 川東（かわひがし）
- 北浦（きたうら）
- 郷浦（ごううら）
- 郷前（ごうまえ）
- 新田（しんでん）
- 中五反田（なかごたんだ）
- 長畑（ながはた）
- 濁（にごり）
- 西五反田（にしごたんだ）
- 屋敷（やしき）
- 六反場（ろくたんば）

## 歴史

### 町名の由来
川の水から分流させる場所を指す瀬水曳に由来するという。

### 沿革
- 江戸時代 - 尾張国海東郡の尾張藩領清洲代官所支配の千引村として所在[7]。
- 明治元年 - 今尾藩領となる[7]。
- 1889年（明治22年） - 合併に伴い、勝幡村大字千引となる[7]。
- 1906年（明治39年） - 合併に伴い、佐織村大字千引となる[7]。
- 1939年（昭和14年） - 町制施行に伴い、佐織町大字千引となる[7]。
- 2005年（平成17年）4月1日 - 合併に伴い、愛西市千引町となる。

## 世帯数と人口
2019年（令和元年）5月1日現在の世帯数と人口は以下の通りである。
| 町丁   | 世帯数  | 人口  |
| ------ | ------- | ----- |
| 千引町 | 106世帯 | 274人 |

### 人口の変遷
国勢調査による人口の推移
| 2005年（平成17年） | 311人 | [ 8 ] |  |
| 2010年（平成22年） | 304人 | [ 1 ] |  |
| 2015年（平成27年） | 285人 | [ 9 ] |  |

## 小・中学校の学区
市立小・中学校に通う場合、学区は以下の通りとなる。
| 番・番地等 | 小学校             | 中学校             |
| ---------- | ------------------ | ------------------ |
| 全域       | 愛西市立勝幡小学校 | 愛西市立佐織中学校 |

## 交通

### バス
- 愛西市巡回バス（2020年4月1日現在）[11]

|     | 停留所名 | ルート |
| --- | -------- | ------ |
| 109 | 千引     | 佐織北 |

### 道路
- 愛知県道79号あま愛西線（甚目寺街道）[5]

## 施設
- 奥津社[5]
- 奥津社古墳[7]

## その他

### 日本郵便
- 郵便番号 : 496-8003[3]（集配局：津島郵便局[12]）。